# Céramique précolombienne

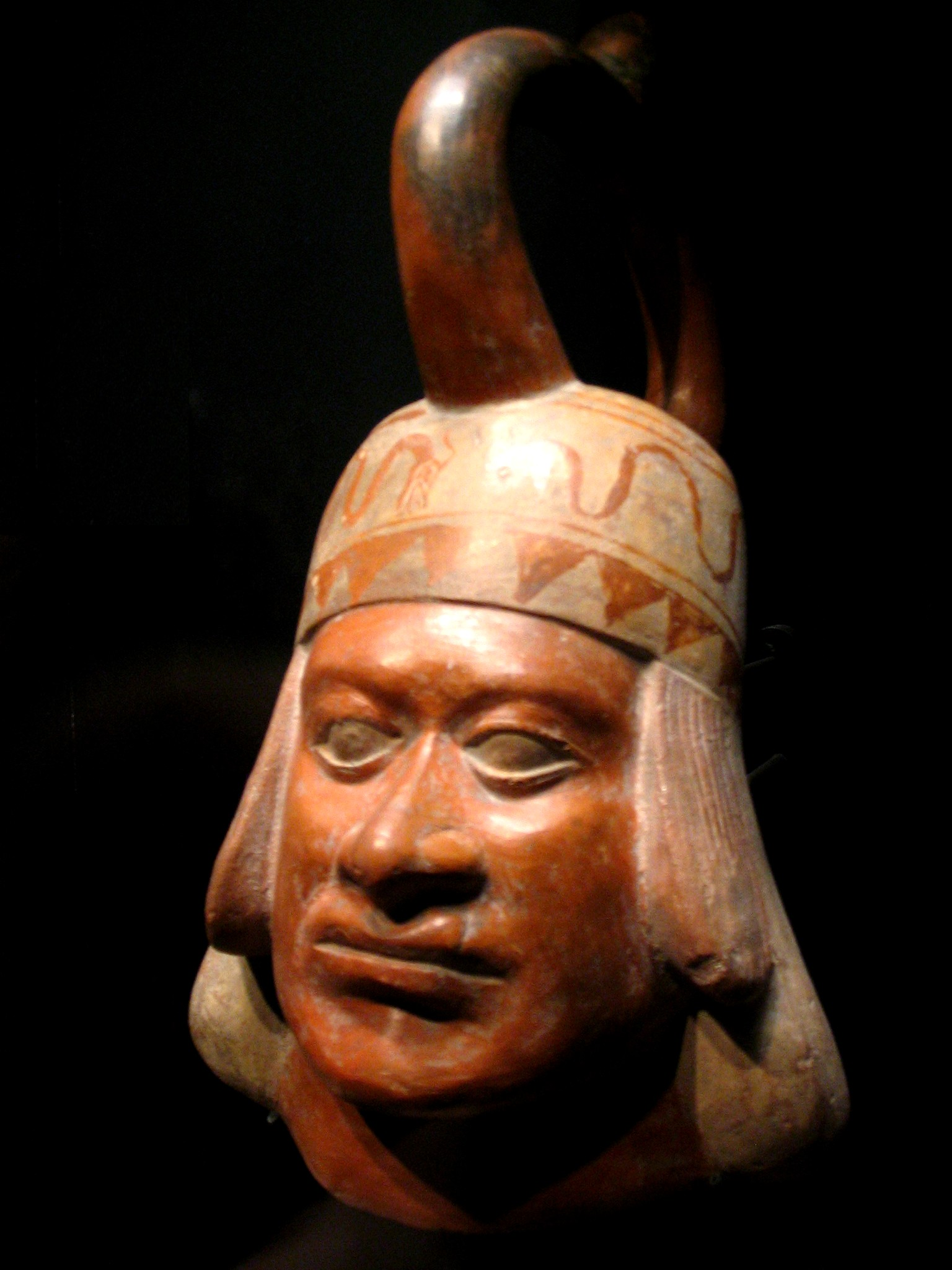
Vase à portrait moche, Musée du quai Branly, ca. 100 à 700 apr. J.-C., 16 x 29 x 22 cm

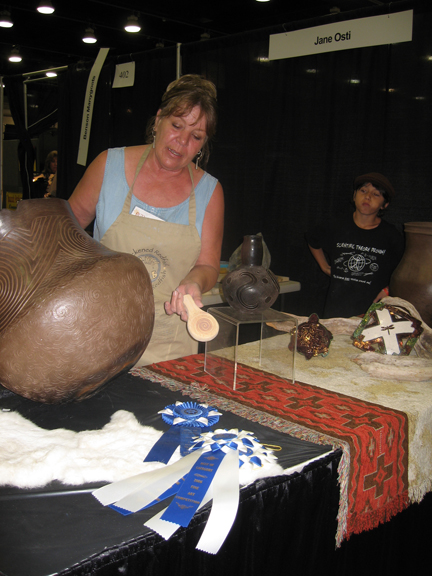
Jane Osti (Cherokee Nation), avec sa poterie primée, 2006

La céramique amérindienne est une forme d'art datant d'au moins 7 500 ans en Amérique. La poterie est une céramique cuite avec de l'argile comme composant. La céramique est utilisée pour les récipients de cuisson utilitaires, les récipients de service et de stockage, les canalisations, les urnes funéraires, les encensoirs, les instruments de musique, certains objets rituels, masques, jouets, sculptures… et une myriade d'autres formes d'art.
En raison de leur résilience, les céramiques ont joué un rôle essentiel dans la connaissance des cultures autochtones précolombiennes (en).

## Matériaux et techniques

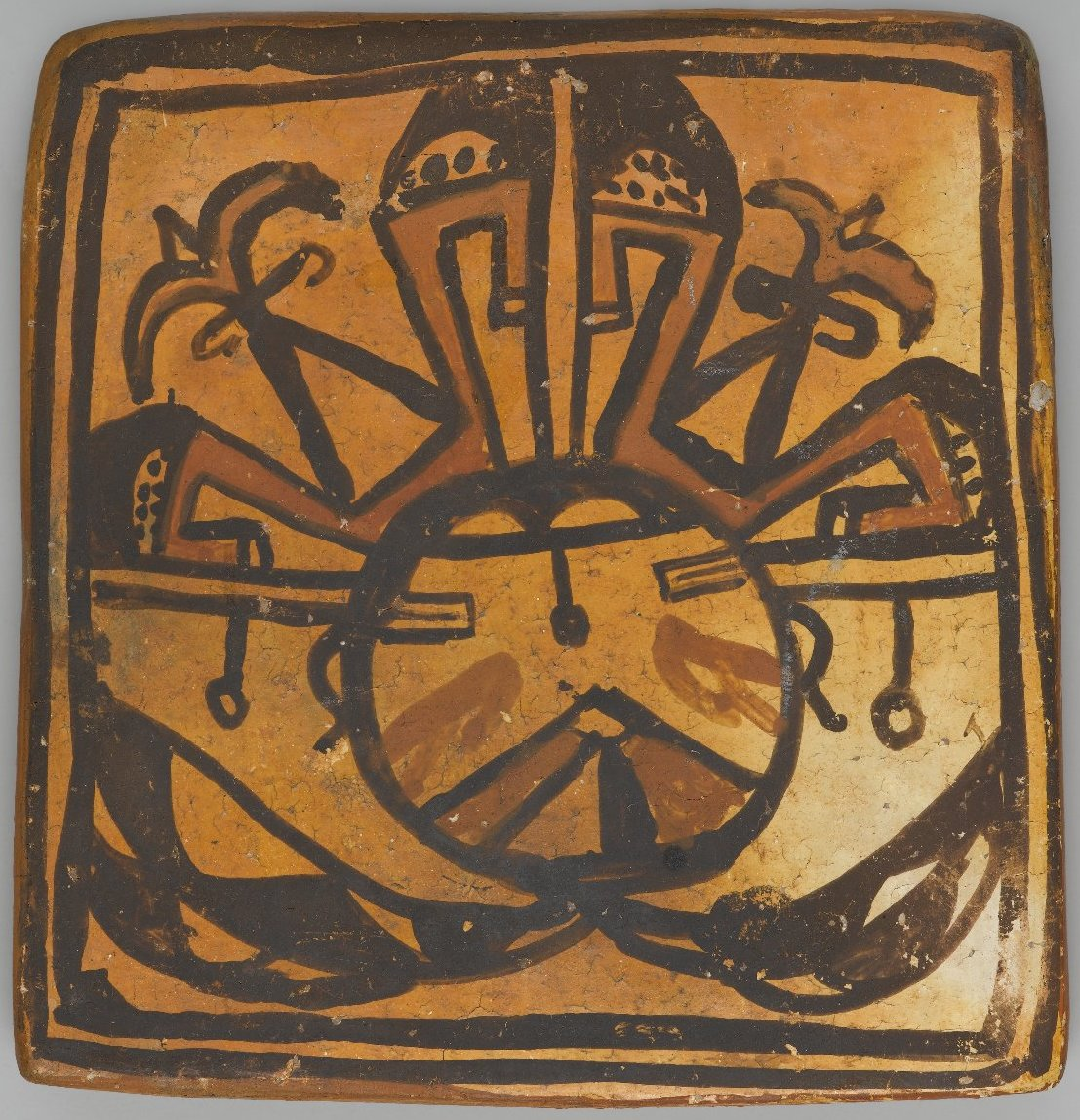
Carreau, Hopi Pueblo (amérindien), fin du XIXe siècle-début du XIXe siècle, Brooklyn Museum

Le masse d'argile est un élément nécessaire de la poterie. L'argile doit être extraite et purifiée selon un processus souvent laborieux, et il existe chez certaines tribus des protocoles cérémoniels pour la ramasser. Les tribus observent des processus différents pour traiter l'argile, dont le séchage au soleil, le trempage dans l'eau pendant plusieurs jours et le filtrage répété à travers un tamis. Les Acoma et d'autres potiers Pueblo réduisent traditionnellement l'argile sèche en  poudre,  éliminent les impuretés à la main puis passent la poudre sèche au tamis, la mélangent avec un tempera sec, puis la mélangent à de l'eau pour créer une pâte malléable. Lors de la préparation de l'argile, les potiers passent des heures à la piqueter pour éliminer les poches d'air et l'humidité qui pourraient la faire exploser lors de la cuisson. L'argile a alors besoin de "durcir" avec le temps .
Le colombinage (en) est le moyen le plus courant de façonner la céramique dans les Amériques. Dans le colombinage, l'argile est enroulée en de longs et minces lacets (colombins) enroulés les uns sur les autres pour créer la forme de la poterie. Pendant qu'il juxtapose les bobines, le potier les mélange jusqu'à ce qu'il n'y ait plus ni trace des cordes d'argile enlacées pour former le pot, ni déviation dans l'épaisseur des parois, donc pas de points faibles. Les tours de potier n'étaient pas utilisées avant le contact européen et ne sont utilisés aujourd'hui que par un nombre limité d'artistes amérindiens. Les pots pincés (en) et autres petits objets en argile peuvent être formés directement à la main. Les potiers Hohokam et leurs descendants dans le sud-ouest américain ont utilisé la technique de la palette et de l'enclume (en anglais : paddle-and-anvil) : la paroi d'argile intérieure dupot était soutenue par une enclume tandis que l'extérieur était battu avec une palette pour lisser la surface. En Amérique du Sud pré-contact, les céramiques étaient produites en masse à l'aide de moules.
La barbotine est une suspension d'argile liquide de pigments minéraux appliquée sur la céramique avant cuisson. La barbotine est généralement rouge, chamois, blanche et noire; cependant, les céramistes de la culture Nazca au Pérou ont perfectionné 13 couleurs distinctes de barbotine. Ils ont également utilisé une table tournante manœuvrée à la main qui permettait de peindre facilement tous les côtés d'une pièce en céramique. Elle a été utilisée pour la première fois en 500 av. J.-C. et continue d'être utilisée aujourd'hui. Des engobes peuvent être appliquées globalement dans les lavis, créant de grands champs de couleur, souvent avec du tissu, ou ils peuvent être peints en détail avec des pinceaux. Les feuilles de yucca, légèrement mâchées pour desserrer les fibres, font d'excellents pinceaux qui sont encore utilisés aujourd'hui dans le sud-ouest américain. La peinture négative est une technique employée par les potiers du Mississippien pré-contact dans les Eastern Woodlands (en), des potiers mayas en Méso-Amérique et d'autres, qui consiste à recouvrir la pièce de céramique de cire d'abeille ou d'une autre réserve (en), d'inciser un motif dans lé réserve, puis de tremper la pièce avec une barbotine. Au cours du processus de cuisson, la résine fond, laissant le motif coloré.
Bien qu'elle soit encore verte, la poterie peut être incisée avec des motifs. Des cordons, des textiles, des paniers et des épis de maïs ont été roulés sur de l'argile humide, à la fois comme décoration et pour améliorer la dispersion de la chaleur dans les casseroles. Des palettes d'estampage en bois sculpté ou en céramique sont utilisées dans les Eastern Woodlands (en), pour créer des motifs répétés. De l'argile peut également être ajoutée à la structure céramique principale pour créer des motifs.
Avant la cuisson, la céramique peuvent être polie au brunissoir (en) ou polies jusqu'à un lustre fin avec un instrument lisse, généralement une pierre. Les glaçures sont rarement utilisés par les céramistes américains indigènes. De la graisse peut également être frottée sur la poterie.
Avant le contact, la poterie était généralement cuites à feu direct ou en fosse; les peuples autochtones du Mexique pré-contacte ont beaucoup utilisé les fours. Aujourd'hui, de nombreux céramistes amérindiens utilisent des fours. Lors de la cuisson en fosse, la poterie est placée dans une fosse peu profonde creusée dans la terre avec d'autres poteries non cuites, recouvertes de bois et de broussailles, ou de bouse, puis mise au feu, après quoi elle peut durcir à des températures de 1 400 degrés ou plus. Enfin, la surface de la céramique est souvent polie avec des pierres lisses.

### Tempers
Les tempers sont des matériaux non plastiques ajoutés à l'argile pour empêcher le retrait et la fissuration pendant le séchage et la cuisson des récipients fabriqués à partir de l'argile. Les tempers peuvent inclure:
- Os[7];
- Chaff[7];
- Charbon de bois;[8]
- Bois de frêne (cariapé)[9];
- Meulière[6];
- Sable, grès concassé[3];
- calcaire concassé;[10]
- Roches ignées concassées, comme roche volcanique, feldspar, ou mica[9];[11],[12]
- chamotte[3];
- Fibres végétales[13];
- Coquilles de mollusques d’eau douce et marins (parfois fossiles concassés)[6],[10];
- Spicules d'éponge d'eau douce[9],[14],[15]

Toutes les poteries indigènes américaines ne nécessitent pas de temper supplémentaire; certains potiers Hopi utilisent de l'argile kaolin pure qui ne nécessite pas de temper. Certaines argiles contiennent naturellement suffisamment de temper pour ne pas nécessiter de temper supplémentaire. Cela inclut le mica ou le sable dans les argiles utilisées dans certaines poteries de Taos Pueblo, Picuris et Hopi, et des spicules d'éponge dans l'argile utilisée pour produire les « articles crayeux » de la Culture de St. Johns (en). 
La céramique est souvent utilisée pour identifier les cultures archéologiques. Le type de temper (ou mélange de tempers ) utilisé permet de distinguer les céramiques produites par différentes cultures au cours de périodes de temps particulières. La chamotte, le sable et le grès étaient tous utilisés par les peuples ancestraux Pueblo et d'autres cultures du sud-ouest. L'os écrasé a été utilisé comme temper dans certaines céramiques dans un certain nombre de sites au Texas. Dans le sud-est des États-Unis, les premières céramiques étaient trempées avec des fibres telles que la mousse espagnole et les feuilles de palmier. En Louisiane, la fibre comme temper a été remplacée d'abord par la chamotte et plus tard par les coquilles. Dans la Floride péninsulaire et la Géorgie côtière, le sable a remplacé la fibre comme temper ,. Encore plus tard, les spicules d'éponge d'eau douce sont devenus un temper important dans "la vaisselle crayeuse" de la Culture de St. Johns (en) au nord-est de la Floride. Les céramiques produites localement par le peuple Lucayen aux Bahamas étaient caractérisées par un temper de coquille de conque écrasée, par opposition aux articles trempés au sable de quartz importés d'Hispaniola.
Le choix du temper utilisé dans la céramique a été limité par ce qui était disponible, mais les changements dans le choix du temper peuvent fournir des indices sur l'influence et les relations commerciales entre les groupes. La vaisselle trempée à la coquille était produite sporadiquement dans divers endroits de l'est des États-Unis, mais à la fin de la période sylvicole et au début du Mississippien, elle est devenue le temper prédominant utilisé dans une grande partie de la vallée du Mississippi et de la  côte moyenne du golfe, et une caractéristique déterminante majeure de la poterie de la culture mississippienne (en) .

## Origine et diffusion
Les premières céramiques connues des Amériques ont été trouvées dans le bassin inférieur de l'Amazone. Les céramiques de la Caverna da Pedra Pintada, près de Santarém, au Brésil, datent d'il y a 9 500 à 5 000 ans. Les céramiques de Taperinha, également près de Santarém, sont datées d'il y a 7 000 à 6 000 ans. Certains des tessons de Taperinho étaient trempés à la coquille, ce qui permettait aux tessons eux-mêmes d'être datés au radiocarbone. Ces premières cultures céramiques consistaient en des pêcheurs et des cueilleurs de crustacés.
La céramique est apparue ensuite dans le nord de l'Amérique du Sud, puis sur le côté ouest de l'Amérique du Sud et vers le nord à travers la Méso-Amérique. Les céramiques de la culture Alaka en Guyane sont datées d'il y a 6 000 à 4 500 ans. Les céramiques de la culture de San Jacinto en Colombie ont été datées à environ 4 530 av. J.-C. et à Puerto Hormiga, également en Colombie, à environ 3 794 av. J.-C.. La céramique est apparue dans la culture Valdivia en Équateur vers 3 200 av. J.-C., et dans la culture Pandanche au Pérou vers 2 460 av. J.-C..
La diffusion de la céramique en Méso-Amérique est venue plus tard. Les céramiques de Monagrillo (en) au Panama ont été datées d'environ 2 140 av. J.-C., de Tronadora au Costa Rica à environ 1 890 av. J.-C., et de Barra dans le Soconusco du Chiapas à environ 1 900 av. J.-C.. Les céramiques de la tradition Purrón dans le centre-sud du Mexique ont été datées d'environ 1 805 av. J.-C., et de la tradition Chajil du centre-nord du Mexique, à environ 1 600 av. J.-C..
L'apparence de la céramique dans le sud-est des États-Unis ne correspond pas au modèle ci-dessus. La céramique à partir du milieu de la rivière Savannah en Géorgie et en Caroline du Sud (connu sous le nom culture de Stallings (en) ou St. Simons) ont été datés à environ 2 888 av. J.-C. (4 500 AP), et la céramique des Orange (en) et Norwood cultures dans le nord de la Floride à environ 2 460 av. J.-C. (4 300 AP) (toutes plus anciennes que toutes les autres céramiques datées du nord de la Colombie). La céramique est apparue plus tard ailleurs en Amérique du Nord. La céramique a atteint le sud de la Floride (Mount Elizabeth) vers 4 000 AP, Nebo Hill (dans le Missouri ) vers  3 700 AP et Poverty Point (en Louisiane) vers 3 400 AP,.

## Régions culturelles

### Amérique du Nord

#### Arctique
Plusieurs communautés inuites, telles que les Netsilik, Sadlermiut, Utkuhiksalik et Qaernerimiut ont créé la poterie utilitaire à l'époque historique, principalement pour stocker la nourriture. À Rankin Inlet, au Nunavut, au Canada, lorsque la mine qui employait une grande partie de la communauté a fermé ses portes, le gouvernement national a créé le Rankin Inlet Ceramics Project, dont les marchandises ont été exposées avec succès à Toronto en 1967. Le projet a échoué, mais une galerie locale a ravivé l'intérêt pour la céramique inuit dans les années 1990.

#### Forêt de l'Est
- La poterie de Hopewell (en) est la tradition céramique des diverses cultures locales impliquées dans la Culture Hopewell (ca. 200 AEC à 400 apr. J.-C.) [26] et sont trouvées comme artefacts dans les sites archéologiques dans le Midwest américain et le sud-est.
- La poterie de la culture mississippienne est la tradition céramique de la culture du Mississippi (800–1600 apr. J.-C.) trouvée comme artefacts dans les sites archéologiques du Midwest américain et du sud-est.

#### Terres boisées du sud-est
Des études géologiques montrent que certaines zones du sud-est de l'Amérique du Nord sont riches en kaolins et ball clay (Hosterman, USGS), les types d'argiles plastiques les mieux adaptés à la poterie. Les lits d'argile qui produisent encore des argiles céramiques proviennent de dépôts primaires et secondaires formés au Paléocène supérieur et au début du Miocène dans des formations qui ont formé la plaine côtière du golfe . Selon toutes les études géologiques, toute la partie sud-est du continent a d'abondants dépôts d'argile, à l'exception de tout le sud de la Floride et d'une partie du centre-ouest de la Floride (Calver) (Matson).
Des céramiques trempées à la fibre associées à des amas de coquillés laissés par les chasseurs-pêcheurs-cueilleurs de la fin de l'Archaïque sont apparues dans la plaine côtière de l'Atlantique de la Floride, de la Géorgie et de la Caroline du Sud à partir de 2 500 av. J.-C.. La plus ancienne poterie attestée se trouve dans la zone de Culture de Stallings (en), autour de la rivière Savannah moyenne. La poterie trempée à la fibre de la culture Orange (en) du nord-est de la Floride a été datée de 2 000 av. J.-C. ou un peu plus tôt,. La poterie trempée de fibre de forme très similaire s'est répandue le long des côtes et des vallées fluviales du sud-est des États-Unis de la côte atlantique à l'Alabama, atteignant le nord-ouest de la Floride (culture Norwood (en)) et la côte du golfe vers 1 300 av. J.-C., l'intérieur du milieu Sud par 1 100 et Poverty Point par 1 000 av. J.-C.,.
La céramique de Thoms Creek ressemblait étroitement à la céramique de Stallings, mais utilisait plus de sable et moins de fibres comme temper que les articles Stalling ou Orange. Les céramiques de Thoms Creek étaient en grande partie contemporaines des céramiques de Stalling et d'Orange, bien qu'aucune céramique de Thoms Creek n'ait été trouvée aussi tôt que les premières Stallings. Les céramiques de Thoms Creek chevauchaient les céramiques de Stallings dans le nord de la Géorgie et le sud de la Caroline du Sud, mais étaient la tradition dominante au nord de la rivière Santee en Caroline du Nord.
Les similitudes des céramiques de la série Stallings avec les céramiques antérieures de Puerto Hormiga en Colombie, qui étaient toutes deux associées aux Shell ring (en), et la présence de vents et de courants océaniques favorisant les voyages d'Amérique du Sud vers le sud-est des États-Unis, ont conduit James A. Ford, parmi d'autres archéologues, à émettre l'hypothèse que les deux zones avaient des connexions et que la technologie de la céramique à fibres trempées dans le sud-est des États-Unis avait été importée de Colombie. D'autres archéologues ont noté qu'il n'y a pas de sites archéologiques connus entre la Colombie et la Floride qui sont d'un type ou d'un âge compatible avec de tels liens, et que les traditions culturelles du sud-est des États-Unis ne montrent aucun changement significatif associé à l'apparence de la céramique, indiquant qu'il n'y a pas eu de migration ni de personnes, ni de transfert de technologie ou d'autres éléments de culture, à part l'apparition de la céramique.
Plus tard, des développements importants dans la céramique dans les terres boisées du sud-est comprenaient la poterie de la culture mississippienne dans la vallée du fleuve Mississippi, et la poterie de l'île Weedon (en), un style de poterie utilisé principalement dans des contextes cérémoniels et des sépultures de haut statut, produites et commercialisées le long de la côte du golfe du Mexique depuis le sud-ouest de la Floride. au panhandle de Floride.
- La culture de poterie  post Deptford de Swift Creek et Santa Rosa, nord-ouest de la Floride, poterie décorative de cérémonie, 1000 AD.
- La culture poterie fibre ou poterie brute trempée au sable de Glade and Belle Glade, du sud de la Floride au centre de la Floride, de 500 av. J.-C. à 1700 apr. J.-C., référence quatre périodes I, II, III et IV.
- La poterie de culture Alachua au nord-est, centre nord de la Floride, période protohistorique.
- La poterie de culture Plaquemine, la céramique du peuple Natchez, une tribu historique connue également pour être l'une des dernières chefferies de la culture Plaquemine dans le sud-ouest du Mississippi.
- La poterie de la culture de Fort Walton, la culture du Mississippi en Floride, développée à partir de la culture de l'île Weedon en 1000 AD.

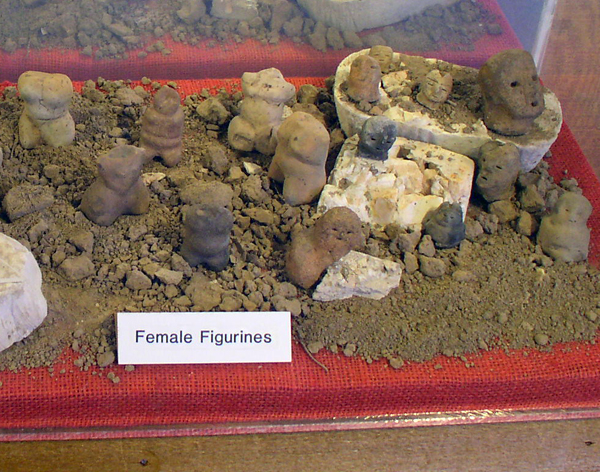
Figurines de Poverty Point
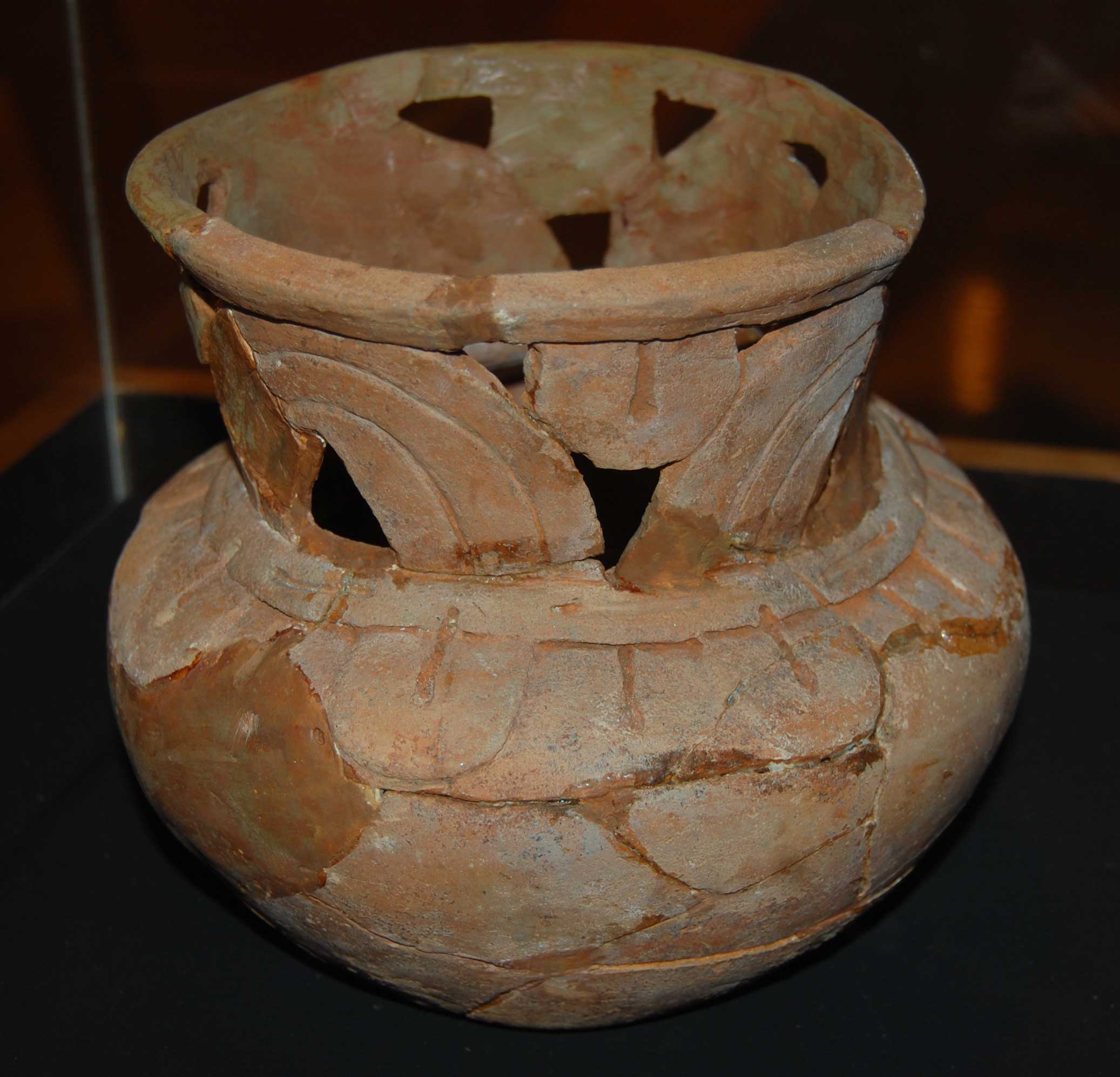
Pot de Kolomoki Mounds
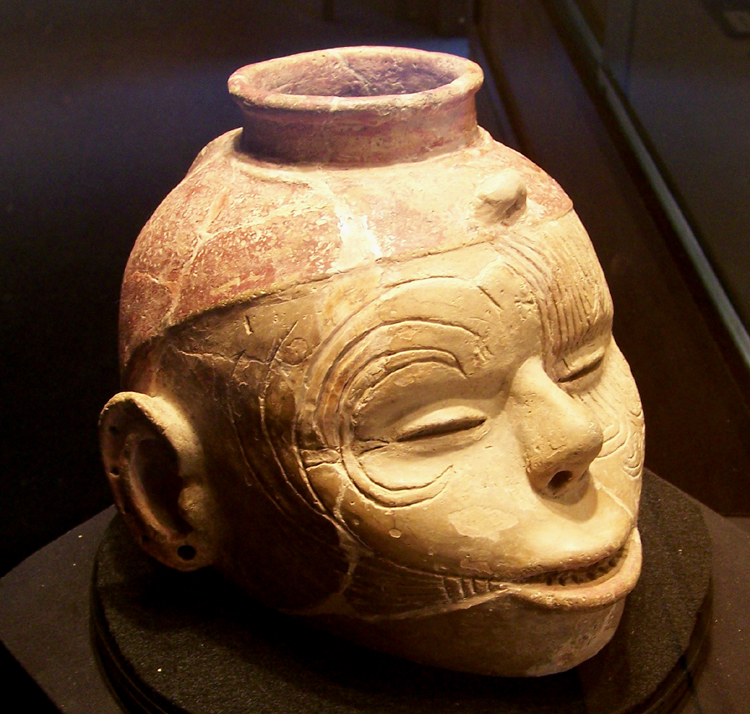
Un pot à effigie tête humaine de la culture mississippienne
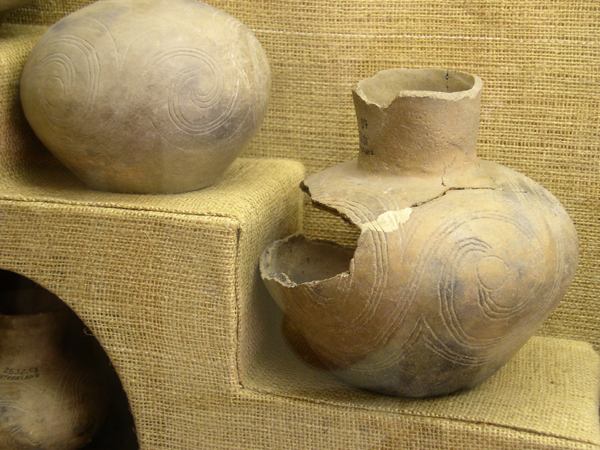
Pots Natchez du site de la patrie
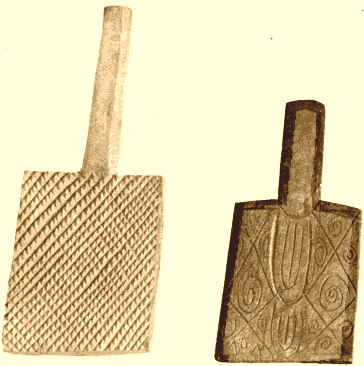
Palettes d'estampage Cherokee, utilisées pour imprimer des motifs en poterie

Les peuples autochtones du Grand Bassin ont fondé leur poterie sur la vannerie. La culture Fremont du centre de l' Utah (700–1300 apr. J.-C.) a développé la poterie après l'adoption de l'agriculture. Les gens de Paiute (en) et de Washoe dans l'ouest du Grand Bassin ont développé séparément des céramiques simples et utilitaires, qui n'étaient pas polies, mais qui présentaient parfois des motifs peints en rouge. L'Owens Valley Brown Ware est un exemple de céramique Paiute/Washoe, qui était utilisée pour la cuisine, le stockage des aliments et les cruches d'eau. Les cruches comportaient souvent des poignées en argile qui accueillaient des sangles de transport.
- Pueblo ancestral;

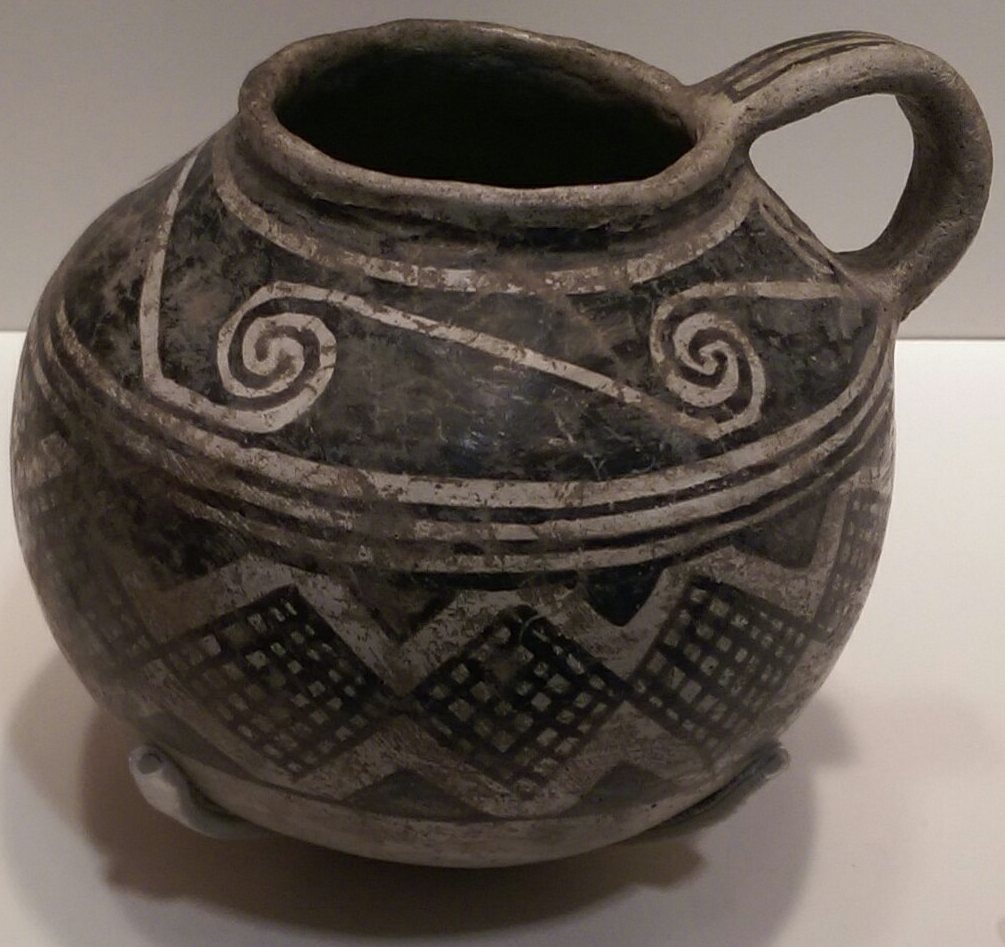
Pot noir sur blanc, ca. 1100-1300, de Kayenta, Arizona, exposé à la California Academy of Sciences

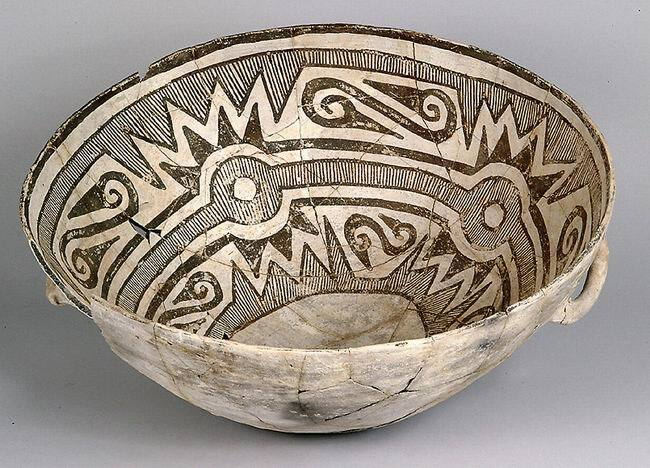
Bol en céramique de Chaco Canyon au Nouveau-Mexique, phase Pueblo III

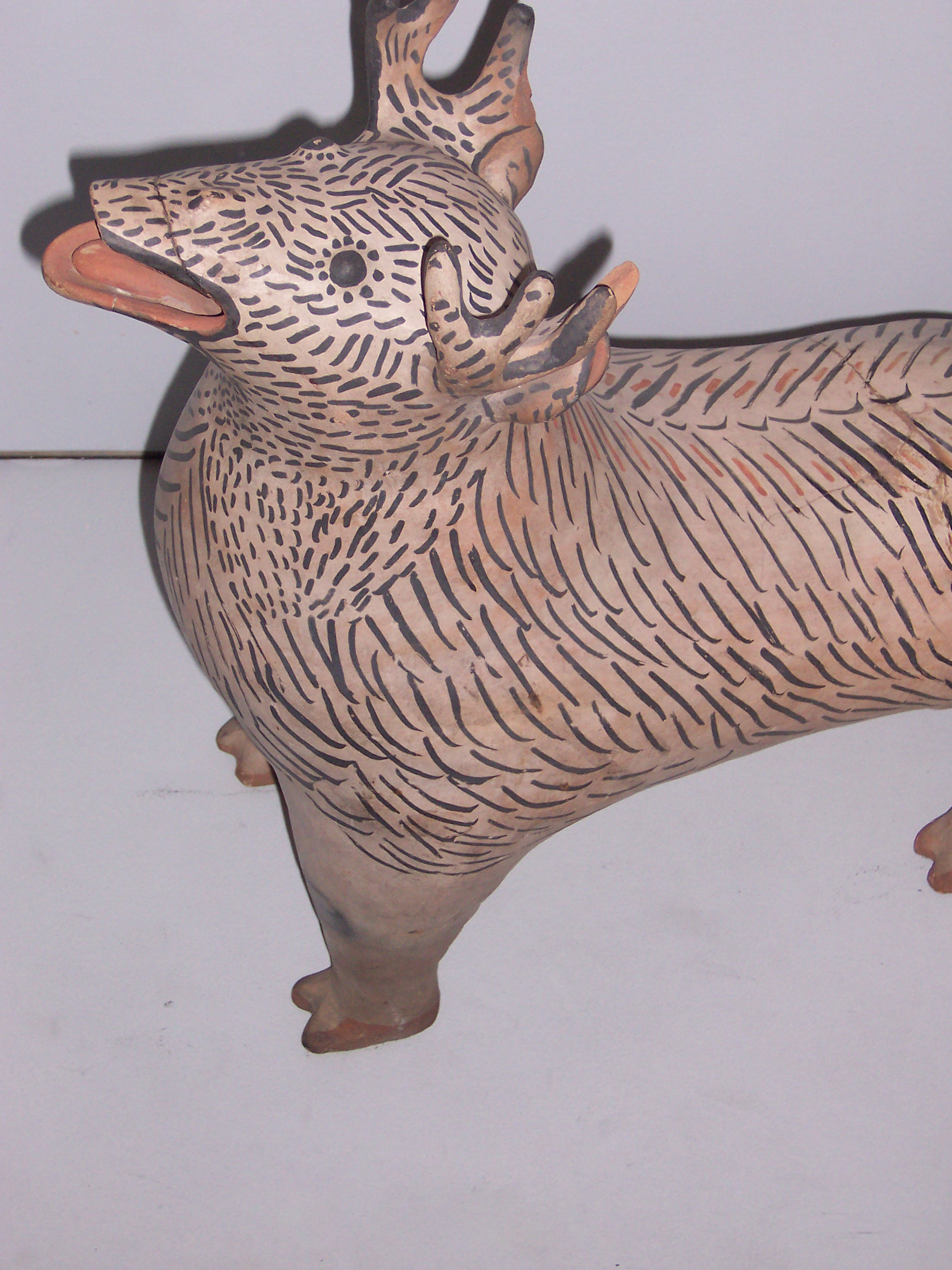
Effigie de cerf, poterie. Cochiti Pueblo

- Culture mogollon, y compris la culture Mimbres, qui a produit la poterie Mimbres;
- Santa Clara Pueblo, Taos Pueblo, Hopi, San Ildefonso Pueblo, Acoma Pueblo et le Zuni. Parmi les personnes notées impliquées dans la poterie de Pueblo figurent Nampeyo des Hopi et Maria et Julian Martinez de San Ildefonso Pueblo. Au début des années 1900, Maria Martinez et son mari Julian ont redécouvert comment fabriquer la poterie traditionnelle Black-on Black, pour laquelle San Ildefonso Pueblo allait bientôt devenir largement connue.

| Style de poterie               | Période de temps                |
| ------------------------------ | ------------------------------- |
| Fin de l'ère du Basketmaker II | 50 av. J.-C. - 450 apr. J.-C.   |
| Basketmaker III                | 450 apr. J.-C. - 700 apr. J.-C. |
| Pueblo I                       | 700 à 900                       |
| Pueblo II                      | 900–1100                        |
| Pueblo III                     | 1100–1300                       |
| Pueblo IV                      | 1300–1600                       |
| Historique                     | 1 600 à 1 880                   |
| Moderne                        | 1880–1950                       |
| Contemporain                   | 1950 à aujourd'hui              |

#### Cultures O'odham
Les Athabaskans du sud comprennent les Apache et les Navajo .

#### Autre
- La culture Salado (1150–15e siècle de notre ère) de l'Arizona et du Nouveau-Mexique a produit les salado Polychrome (en).

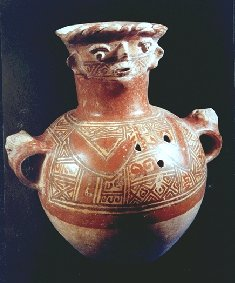
Urne funéraire maya

- Casas Grandes

## Poterie méso-américaine
- Barra / Mokaya (vers 1900 av. J.-C.)
- Tlatilco (vers 1500 av. J.-C.)
- Olmèque (vers 1500–400 av. J.-C.)
- Teotihuacan (vers 300 av. J.-C. - 600 apr. J.-C.)
- Zapotèque (vers 200–800 apr. J.-C.)
- Mixtec (vers 900 apr. J.-C.)
- Purépecha (vers 800–1300 apr. J.-C.)
- Céramiques mayas (vers 317–1200 apr. J.-C.)
- Remojadas (en) (vers 750 apr. J.-C.)
- Toltèque / maya (vers 1200–1500 apr. J.-C.)
- Aztèque (vers 1168-1519 CE)
- Coclé, Panama avec les périodes suivantes : La Mula (vers 150 av. J.-C. - 300 apr. J.-C.), Tonosi (environ 300–550 apr. J.-C.), Cubita (environ 550–700 apr. J.-C.) et Gran Cocle (environ 1200–1500 apr. J.-C.).
- Culture Veracruz classique (vers 100-1000 apr. J.-C.)
- Capacha (vers 1500 av. J.-C. à 1000 av. J.-C.)
- Culture des tombes à puits dans l'ouest du Mexique (de 300 à 550 av. J.-C.)

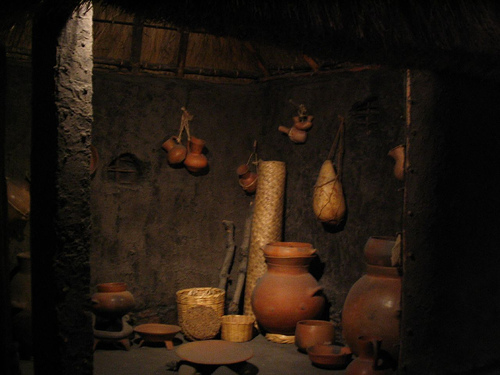
Poterie domestique aztèque
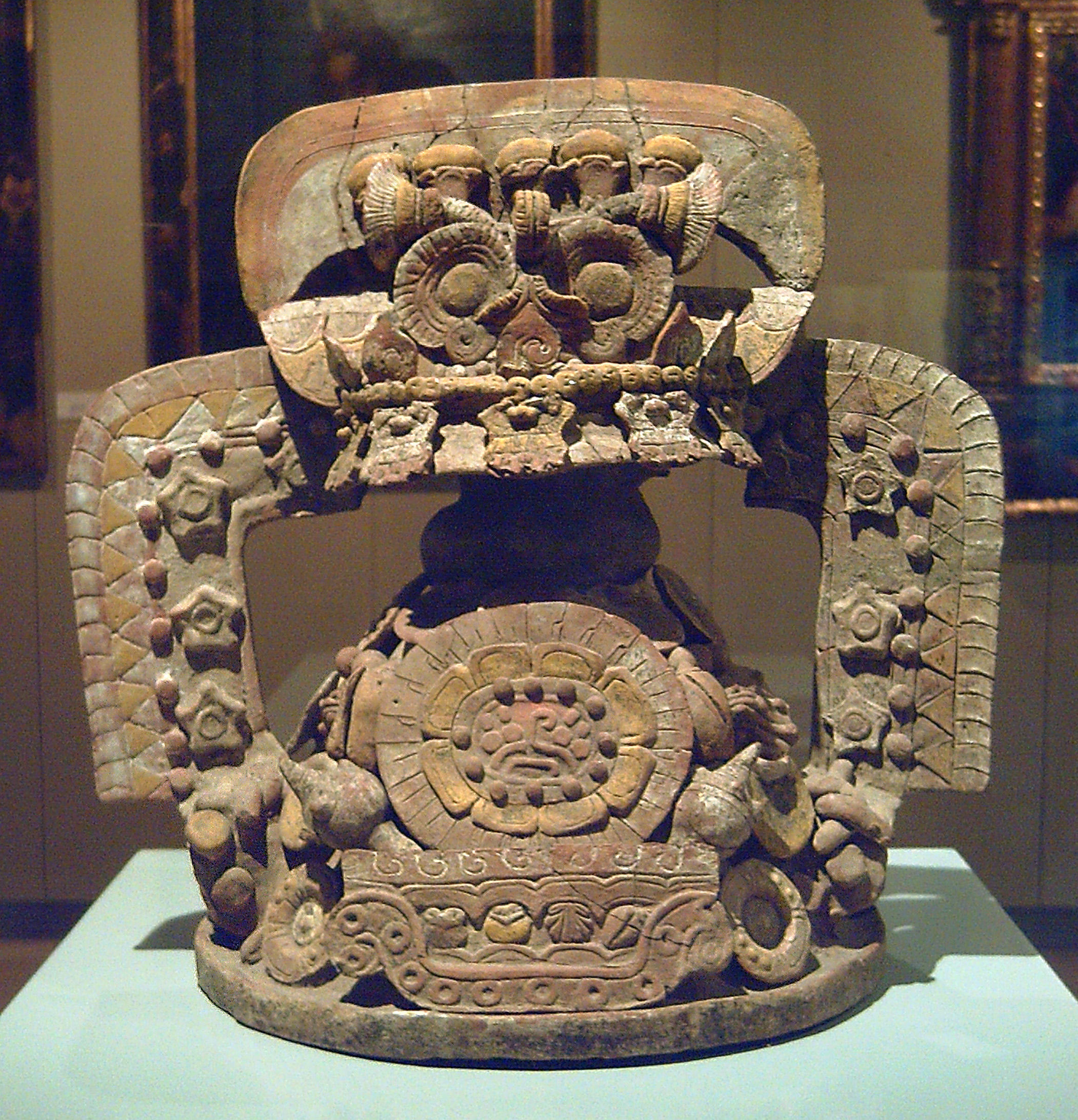
Brûle-encens  Teotihuacan
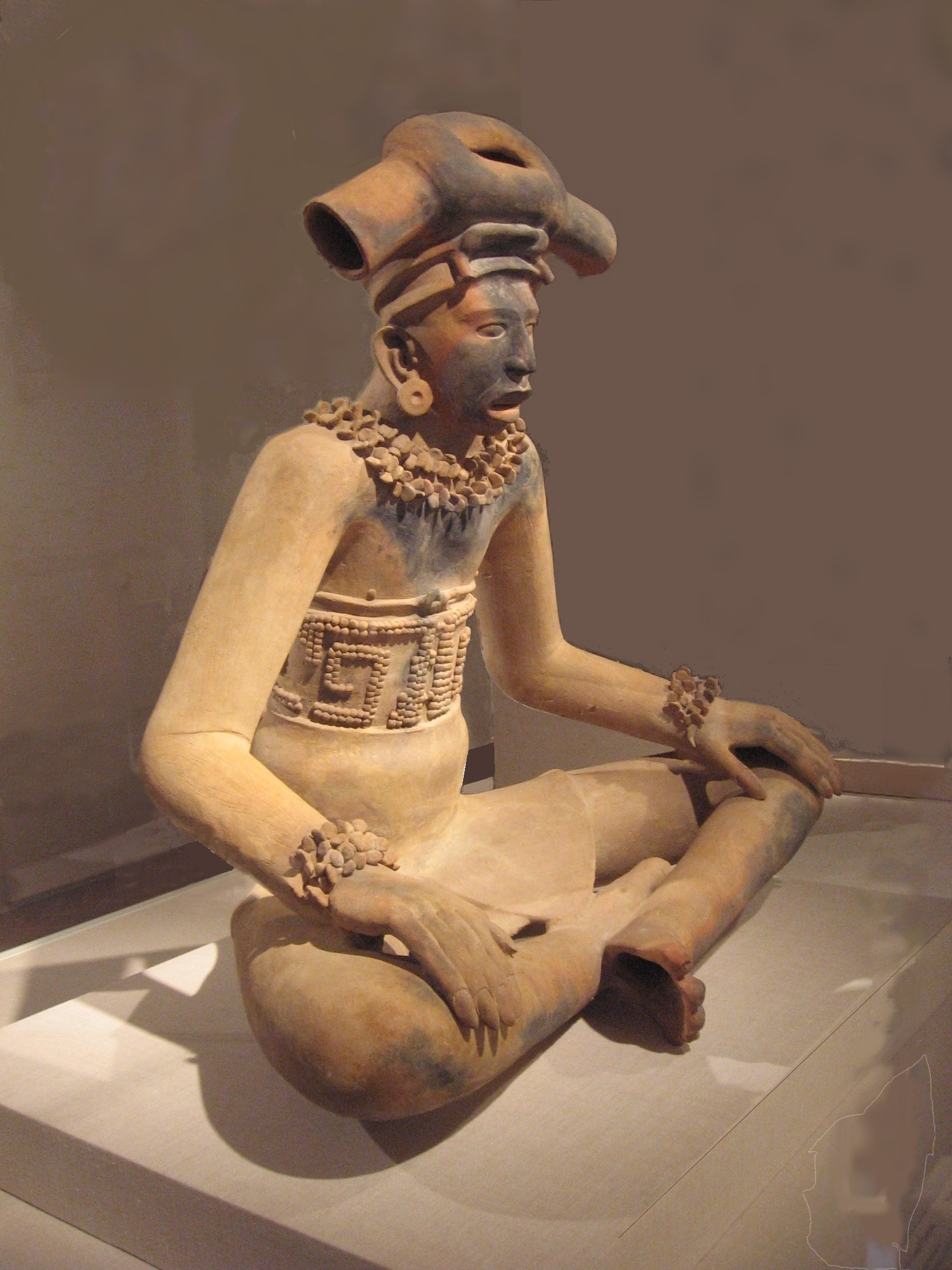
Une grande figurine d'un jeune chef, culture Veracruz classique
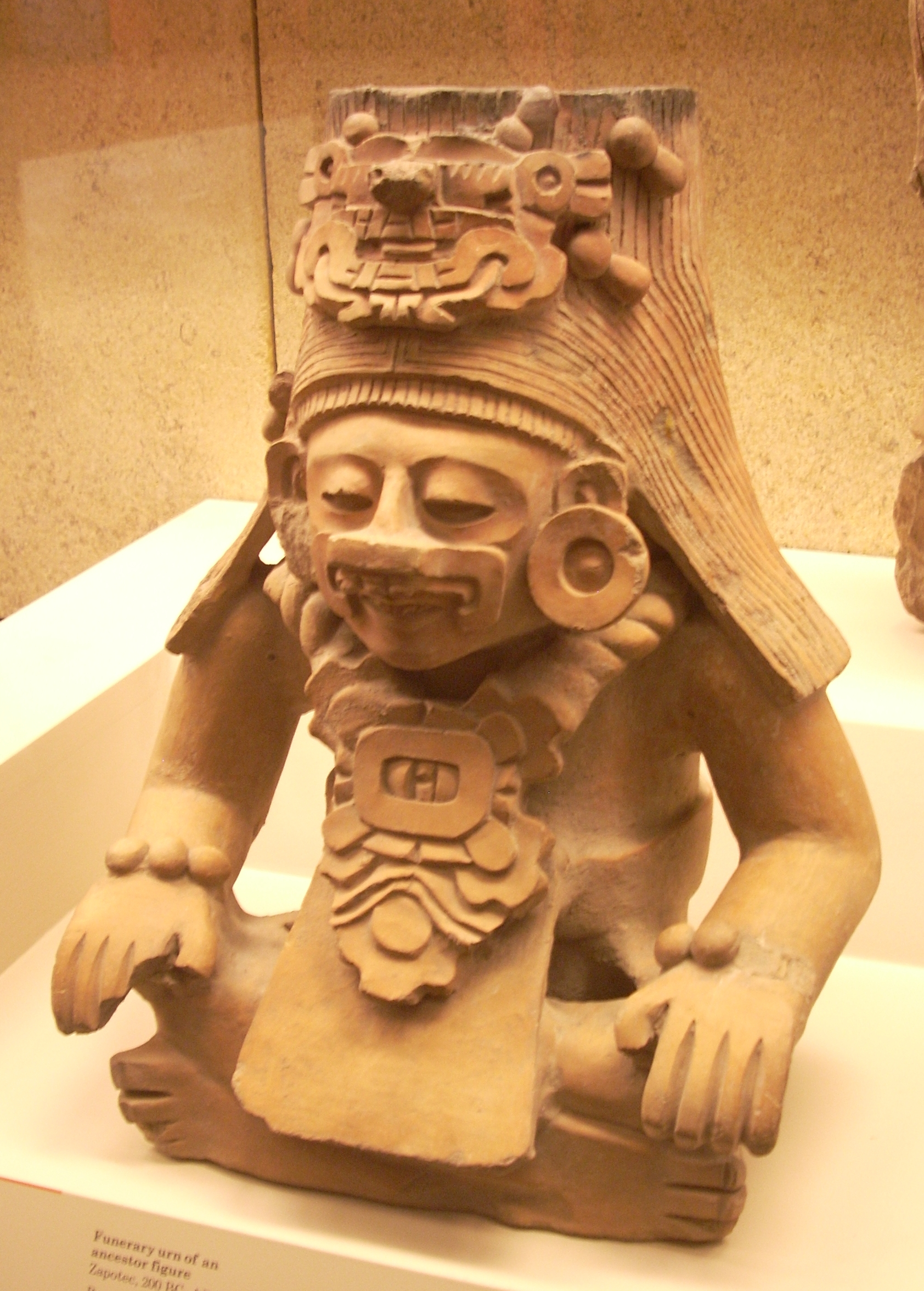
Urne en céramique zapotèque, 200 BCE-800 CE, British Museum
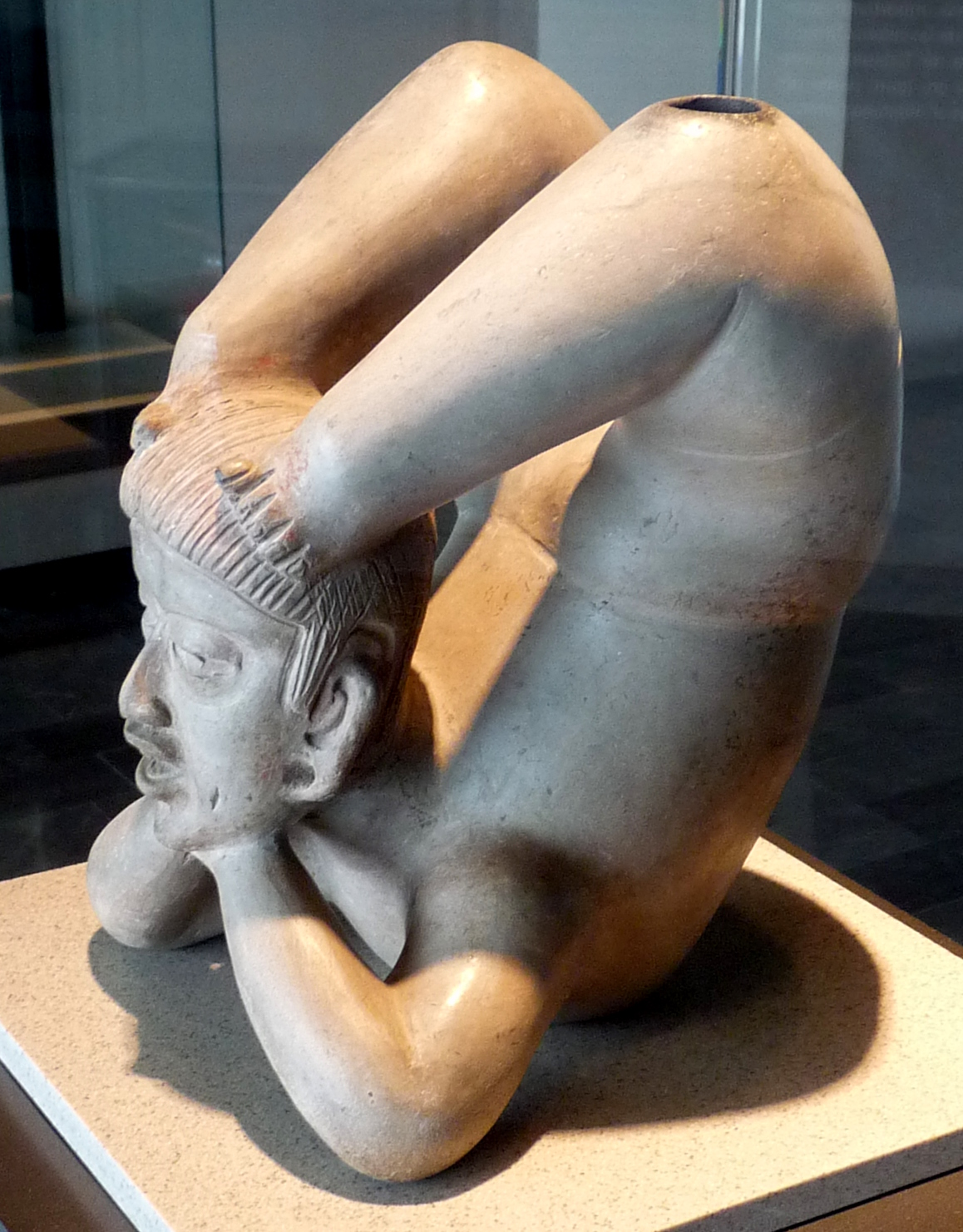
L '"Acrobate", Tlatilco .
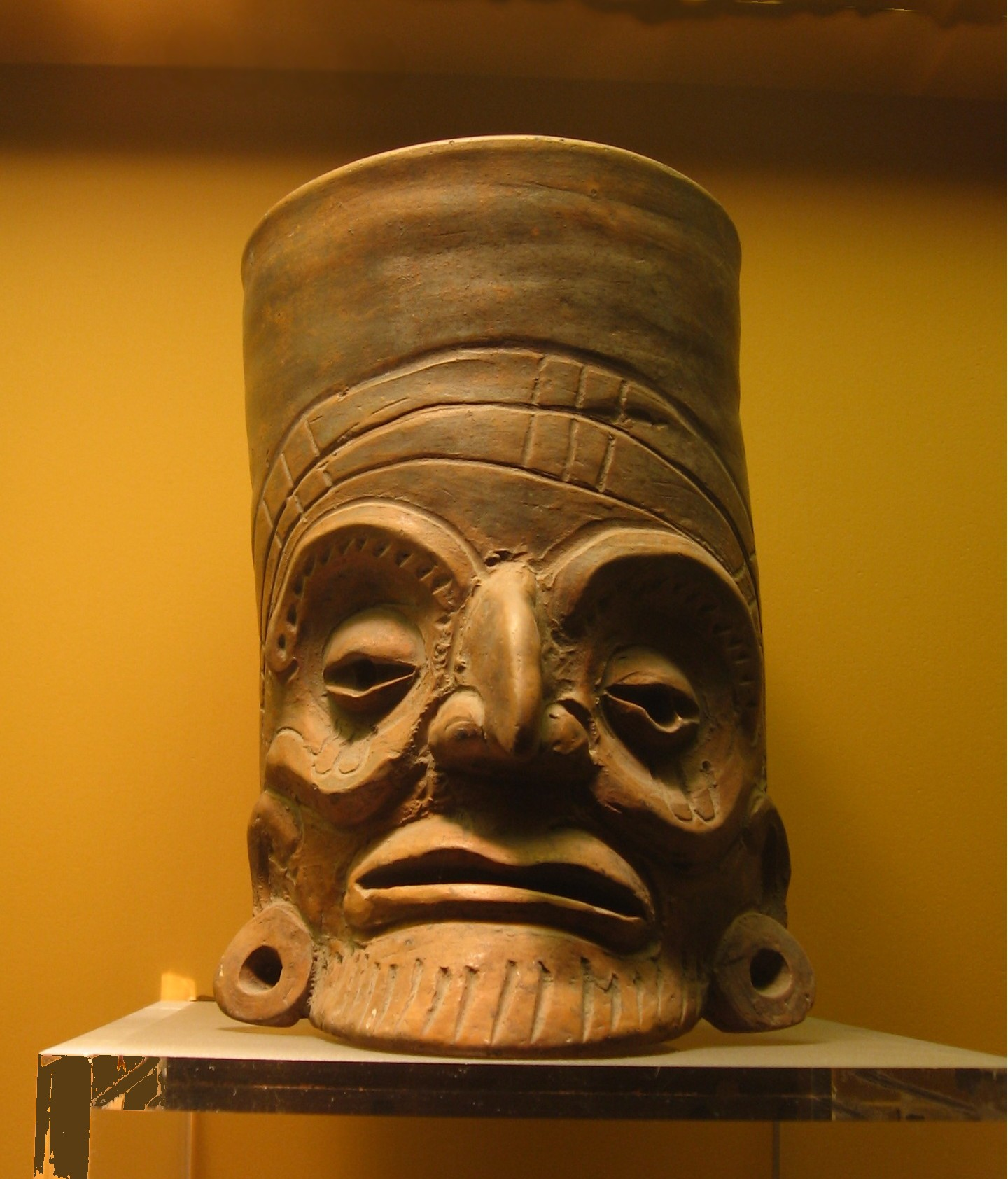
Récipient en argile orange de style toltèque

## Circum-Caraïbes
La céramique est apparue pour la première fois aux Antilles dans le cadre de la culture saladoïde (du nom du site de Saladero dans le bassin de l' Orénoque au Venezuela . Les saladoïdes sont apparus à Trinidad vers 500 av. J.-C. ou un peu plus tard, et avaient atteint Porto Rico vers 250 av. J.-C.. Le Cedrosan (en) une variété de céramiques saladoïdes est apparue très tôt à Trinidad, bien que les céramiques des Antilles aient continué à ressembler étroitement aux formes de la côte vénézuélienne jusqu'à l'ère actuelle. Les récipients Cedrosan Saladoid ont une forme de cloche distinctive avec des « hachures croisées incisées ». Beaucoup ont également des dessins complexes de peinture blanche sur rouge. Les exemples ultérieurs ont été décorés avec de la peinture pourpre, noire, jaune et orange. Ces céramiques sont décrites comme « technologiquement fines, délicates et gracieuses »,.
D'autres styles de céramiques sont également connus des Antilles pendant cette période. Des marchandises commerciales barrancoïdes, d'un style qui s'était développé dans la vallée du fleuve Orénoque vers 1000 av. J.-C., ont été trouvées dans les Antilles les plus méridionales; Trinité, Tobago et Saint Vincent. Une variante de la céramique saladoïde appelée Huecan a été trouvée de la côte nord du Venezuela à Porto Rico.

### Colombie et Venezuela
Des céramiques trempées à la fibre associées à des middens de coquillages laissés par les chasseurs-pêcheurs-cueilleurs de la littérature sud-américaine du début du nord-ouest sont apparues sur des sites tels que Puerto Hormiga, Monsú, Puerto Chacho et San Jacinto en Colombie en 3 100 av. J.-C.. Les céramiques trempées à la fibre de Monsú ont été datées au radiocarbone à 5 940 ans AP. La poterie trempée à la fibre de Puerto Hormiga était «brute», formée d'un seul morceau d'argile. La poterie à la fibre trempée de San Jacinto est qualifiée de «bien faite». Des céramiques enroulées trempées au sable ont également été trouvées à Puerto Horrible,.
Ráquira, une ville du département de Boyacá, en Colombie, est un important centre de céramique, où les techniques indigènes et celles introduites par les Européens sont utilisées pour créer des pots principalement utilitaires basés sur les dessins de Chibcha. Les mobiles en céramique, les crèches et les figurines d'animaux sont populaires, en particulier les chevaux en céramique, qui ont été le symbole de la poterie colombienne.
La Chamba dans le département de Tolima est connue pour son blackware. Ici, les potières créent également des articles bruns et rouges.

## Région andine

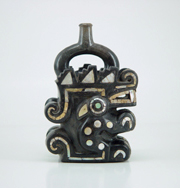
Félin rampant Moche, un récipient à bec étrier avec incrustation de coquille, v. 100–800 apr. J.-C.

Dans les Andes, la céramique apparaît pendant la période initiale vers 1800 av. J.-C.. Elle était nécessaire pour faire bouillir les aliments agricoles. Les potiers de Chavín sur la côte péruvienne créent des récipients à bec étrier distinctifs, à la fois incisés et très brunis. Ces pots à effigies à paroi mince ont été conçus pour ressembler à des humains, des plantes et des animaux stylisés. Deux sous-styles de pots à bec étrier Chavín comprennent les murs plus épais, le style Cupisnique noir brillant sur mat et le style Santa Ana rouge et noir, tous deux dotés de têtes à crocs. Les cultures andines subséquentes ont ressuscité ces styles et images de céramique antiques.
La culture Paracas, de la côte sud du désert du Pérou, a créé des céramiques très détaillées, souvent peintes après la cuisson. Les peintures, faites avec un liant de résine d'acacia, étaient généralement de couleur jaune chaud, vert olive, rouge-orange, blanc et noir. Les artistes de Paracas ont construit d'après le style de Chavín et ont présenté le navire à double bec-et-pont et les masques distinctifs représentant un «être oculaire» surnaturel, qui combine des formes humaines, de hibou et serpent à deux têtes.
La culture Nasca, une autre culture péruvienne de la côte sud, est revenue à une pratique moins fragile en peignant leurs céramiques avant la cuisson. Ils ont créé treize couleurs distinctes, la plus grande palette trouvée dans la céramique précolombienne dans les Amériques, qui comprenait de rares pourpres pâles, marron et gris bleuâtre. Les artistes de Nasca ont créé des bols et des béchers de cérémonie et utilitaires, des pots à effigies, des flûtes de pan et des récipients de nouveaux modèles, y compris le Xicalcoliuhqui (en) (grecque). Ces éléments sculpturaux combinés avec la peinture de surface, souvent avec des dessins curvilignes soulignés par des contours noirs audacieux. Les peintres ont utilisé des platines tournantes pour peindre tous les côtés d'une pièce en céramique.<<<<<

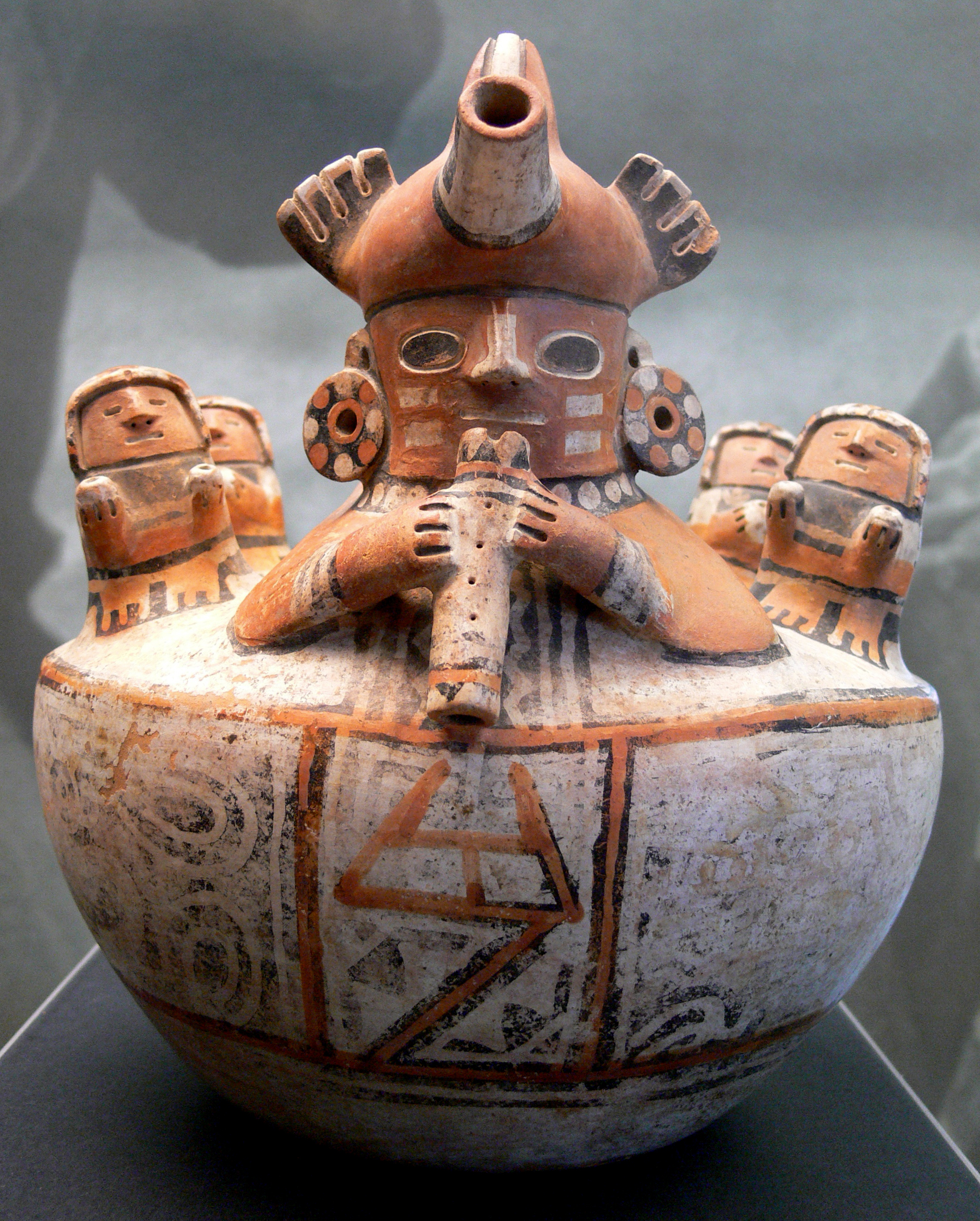
Pot à effigie Recuay, c. 100 AEC – 300 apr. J.-C., collection du Museum zu Allerheiligen, Suisse

Dominant la côte nord du Pérou de 1 à 600 de notre ère, la culture Moche excellait dans l'art de la céramique, caractérisé par une imagerie symbolique et religieuse. Les artistes moche ont produit certaines des œuvres d'art les plus naturalistes, c'est-à-dire fidèlement représentatives, des Amériques précolombiennes. Les vaisseaux de portraits moche étaient si réalistes que les individus représentés à différentes étapes de leur vie sont identifiables. Leurs peintures sur céramique étaient narratives et pleines d'action. Les céramiques produites par des moules à deux presses étaient de forme identique mais individualisées grâce à une peinture de surface unique. Des dizaines de milliers de céramiques Moche ont survécu aujourd'hui. Le récipient à bec étrier a continué à être la forme la plus courante de récipient en argile, mais les artistes moche ont également créé des bols, des plongeurs, des bocaux à long cou, des récipients à bec et poignée et des récipients à double chambre qui sifflaient lorsque le liquide était versé. Les navires étaient souvent des effigies représentant des scènes élaborées. Une tradition de peinture fine a émergé, qui ressemble à la poterie grecque à figures noires. Un atelier de céramique Moche de 29 000 pieds carrés avec de nombreux fours a été découvert à la montagne Mayal dans la vallée de Chicama (en). L'atelier s'est spécialisé dans les figurines féminines.
Les cultures Tiwanaku et Wari ont partagé la domination des Andes, environ de 500 à 1000 av. J.-C.. Les civilisations Tiwanaku sont originaires de la région du lac Titicaca en Bolivie, et une divinité portant le bâton figurait en grande partie dans leurs œuvres d'art. Les artistes de Tiwanaku ont continué la tradition des récipients de portrait naturalistes et en céramique. Les céramiques omniprésentes de Wari ont reporté l'imagerie de leurs textiles (en) et métaux ouvrés, tels que l'imagerie de lama et d'alpaga. Qunchupata (en) au Pérou était l'épicentre de la production de céramique Wari, avec des fours à fosse et des salles de cuisson. Les sols en pierre des salles de cuisson avaient des dépressions arrondies pour accueillir de plus grands pots. Certains palais Wari avaient leurs propres fours attenants. Des tessons de poterie cassés ont été utilisés comme formes pour construire de nouveaux pots et pour des grattoirs. Les preuves montrent que la céramique était souvent détruite rituellement.
Quatre civilisations andines ont prospéré à la fin de la période intermédiaire: Chancay, Chimú, Lambayeque et Ica . Les produits de luxe, compris les céramiques élaborées, ont été produites en grande quantité pour la classe moyenne et les nobles. Des céramiques identiques créées dans des moules ont pris le pas sur les œuvres individualisées. La culture de Lambayeque du Pérou côtier du nord a créé des reliefs moulés par presse sur la céramique de blackware. La céramique de Chimú, également principalement blackware, comportait souvent des appliqués zoomorphes, tels que des singes ou des oiseaux de mer. Ils excellaient dans les vaisseaux siffleurs à double chambre (doubled-chambered whistling vessels). La céramique de Chancay, de la côte centrale, a présenté des conceptions noir-sur-blanc sur des formes uniques, telles que des effigies féminines ou des bocaux ovales allongés. Leurs céramiques trempées au sable ont été peintes à la hâte et laissées non polies. La céramique de culture d'Ica, des côtes méridionales, était la meilleure qualité de leur temps. Elle était toujours fabriquée à la main et avait une large gamme de feuillets polychromes, comprises les couleurs noir, marron, orange, violet, rouge, blanc et un violet profond scintillant. Les dessins étaient abstraits et géométriques.
L'Empire Inca ou Tawantinsuyo s'étendait sur 3 500 miles et contrôlait en 1 500 apr. J.-C. le plus grand empire du monde . Sur le plan artistique, ils ont unifié les styles régionaux. Les céramiques incas étaient géométriques et sobres, tandis que les schémas de couleurs restaient diversifiés au niveau régional. Une poterie produite en masse, conforme à des mesures standardisées, telles que l'urpu, un pot à long cou avec des poignées et un fond pointu utilisé pour transporter le maïs et la chicha, la bière de maïs. Les Qirus étaient des récipients à boire incas, fabriqués à partir de bois ou de métaux précieux, ainsi que de céramique.

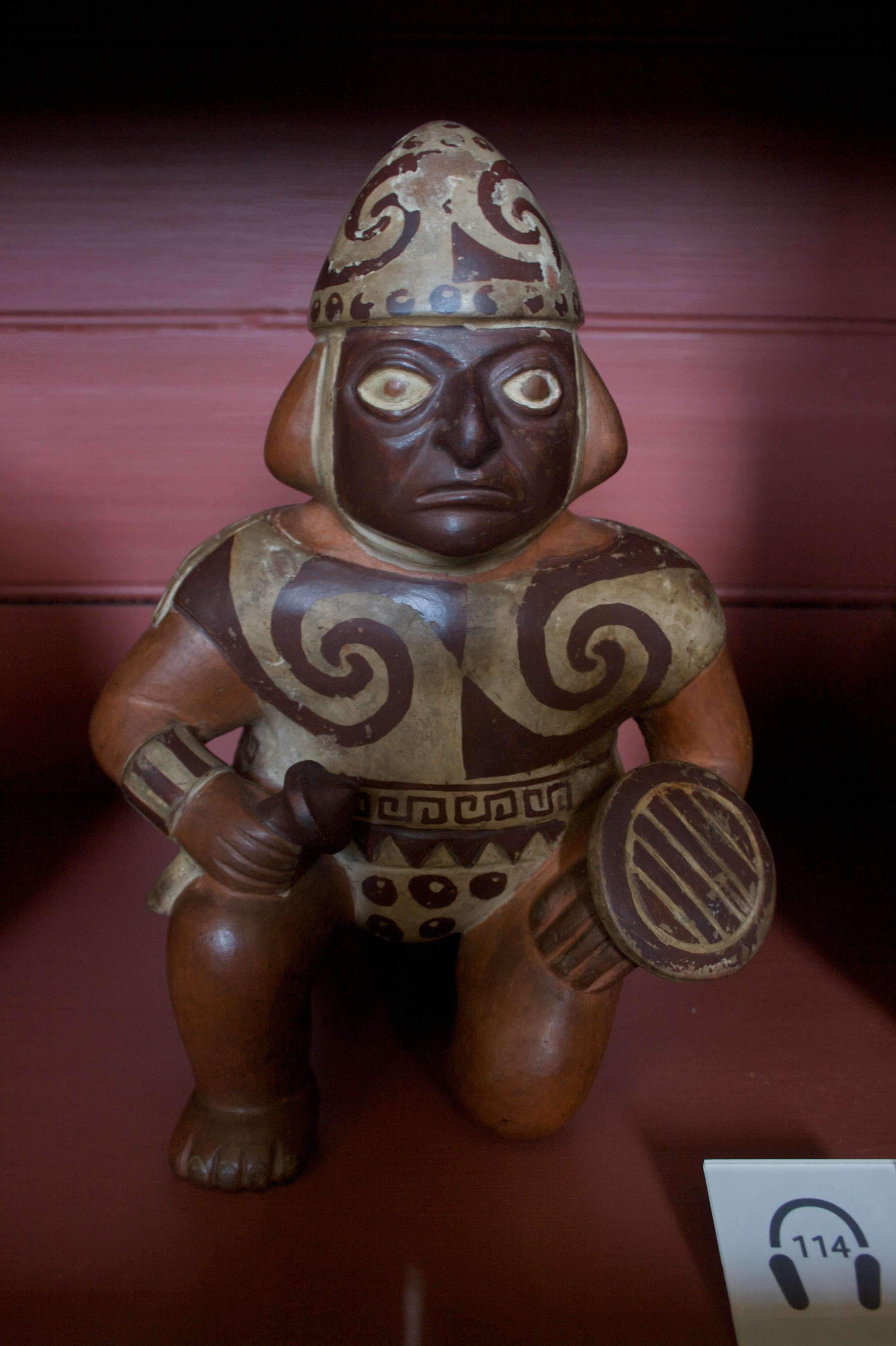
Pot de guerrier moche, c. 100–700 apr. J.-C., British Museum

| Horizons culturels andins     | Période de temps         | Cultures / sites                                     |
| ----------------------------- | ------------------------ | ---------------------------------------------------- |
| Lithique                      | 10 000 à 3 000 av. J.-C. | Grotte de Guitarrero                                 |
| Coton Pré-Céramique           | 3000 à 1800 av. J.-C.    | Civilisation Norte Chico, Huaca Prieta, Las Haldas   |
| Période initiale              | 1800–800 av. J.-C.       | Chinchorro, Las Haldas                               |
| Horizon précoce               | 800 à 200 av. J.-C.      | Cupisnique, Paracas, Chavín, Pukará                  |
| Période intermédiaire précoce | 200 AEC-500 apr. J.-C.   | Moche, Nasca, Recuay, Huarpa, Tiwanaku               |
| Horizon moyen                 | 500 à 900 apr. J.-C.     | Moche, Lambayeque, Ica, Wari, Tiwanaku               |
| Période intermédiaire tardive | 900–1400 apr. J.-C.      | Chancay, Chimú, Lambayeque, Ica, Inca                |
| Horizon tardif                | 1400–1534                | Inca                                                 |
| Historique                    | 1534–1950                | Vice-royauté du Pérou, peuples autochtones des Andes |
| Contemporain                  | 1950-présent             | Peuples autochtones des Andes                        |

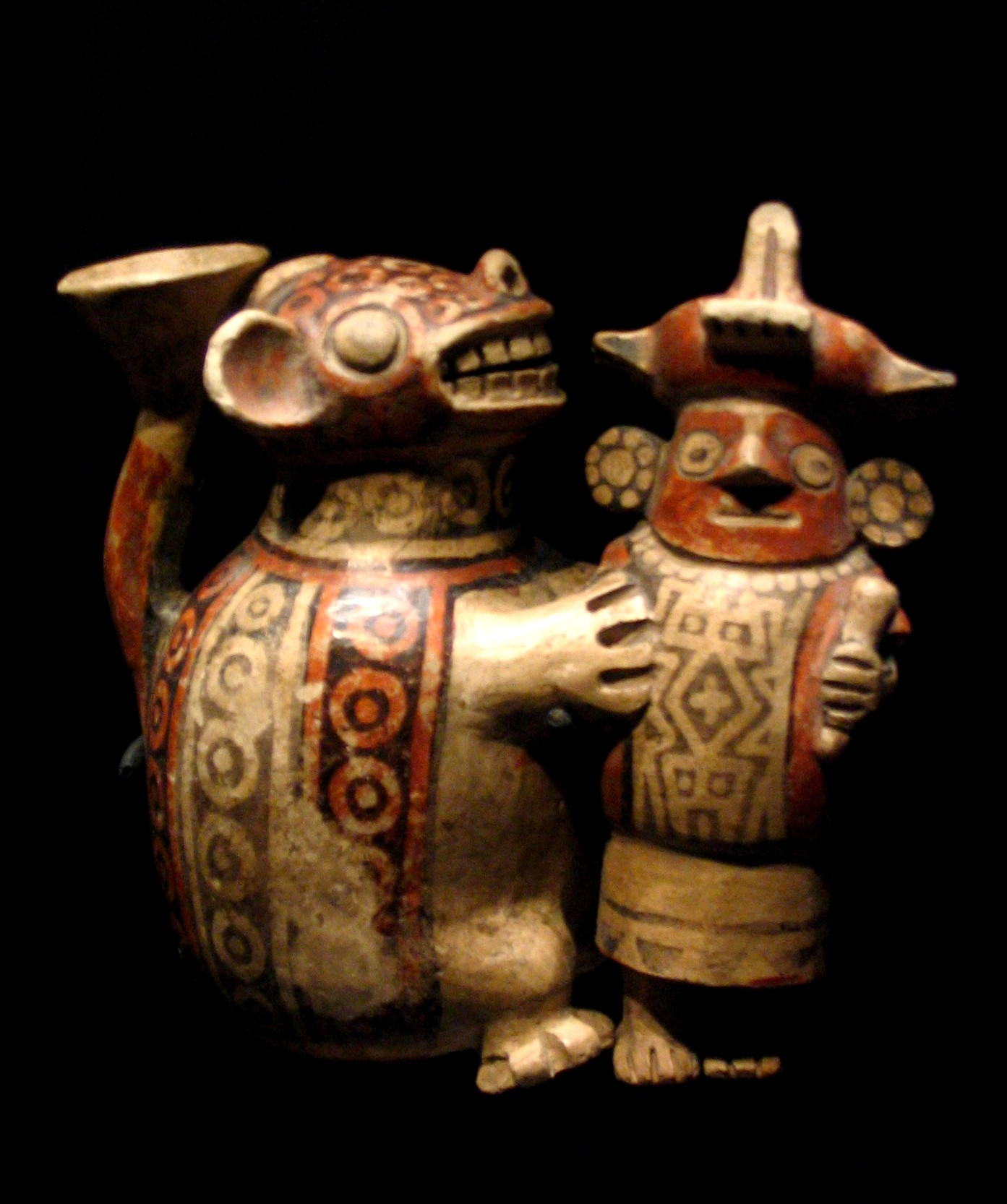
Recuay effigie d'un félin attaquant un guerrier, Musée du Quai Branly, Paris
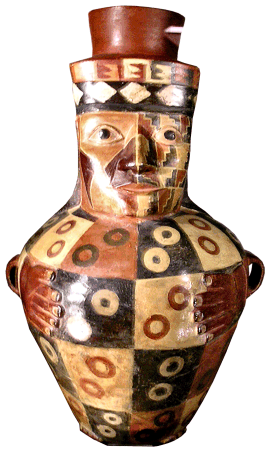
Poterie polychrome anthropomorphe Wari
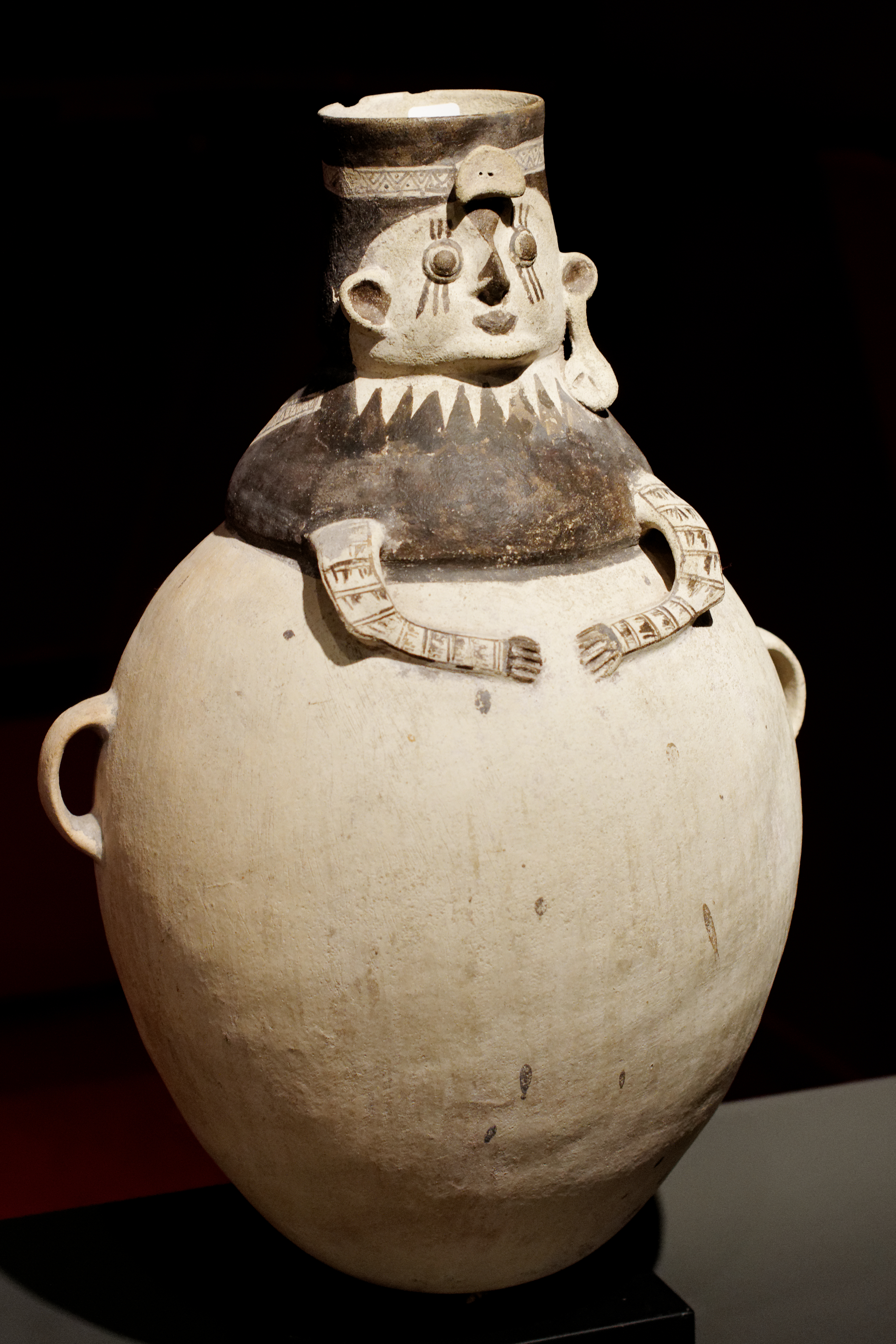
Flacon effigie féminine Chancay, ca. 1100–1400
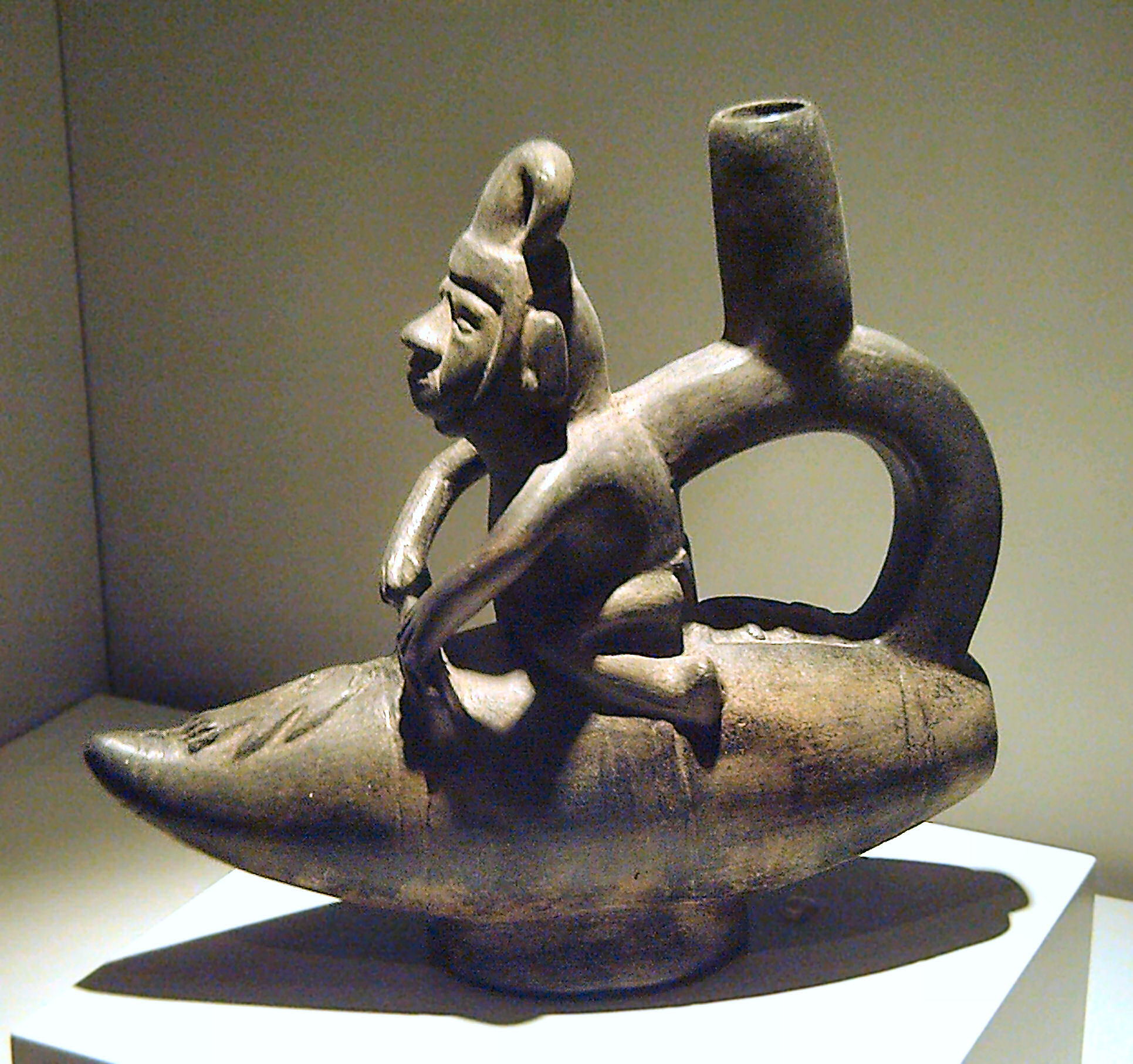
Récipient à bec étrier Chimú représentant un pêcheur sur un caballito de totora, 1100–1400 CE

## Gran Chaco

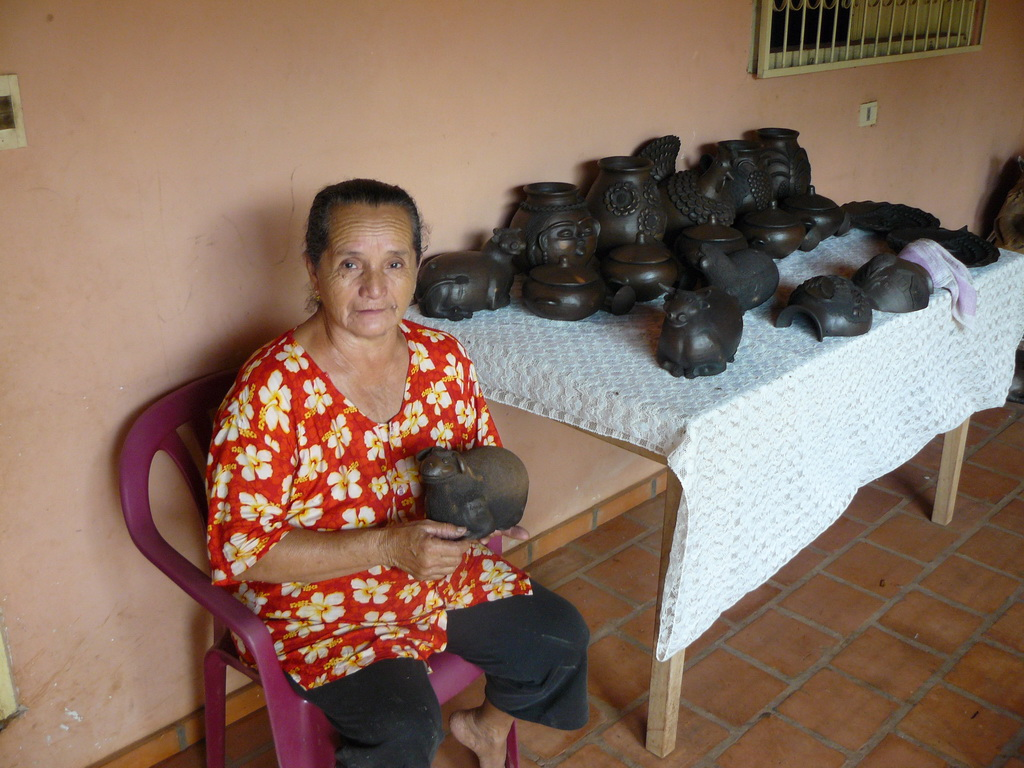
Doña Rosa Brítez avec sa poterie noire

Les céramiques guaraní se divisent en deux grandes catégories: na'e, ou plats, et yapepó, casseroles, poêles et récipients de stockage. ELles étaient à la fois utilitaires et cérémonielles. La tradition de la céramique pré-contact du Gran Chaco a été radicalement transformée sous la colonisation européenne, qui créa une demande pour des pichets, des tasses et d'autres formes de poterie introduites. L'auteur Josefina Pla a observé que les femmes sont généralement des potières et que les animaux associés aux hommes ne sont pas représentés dans la poterie guaraní.
Tobatí, une ville près d'Asunción, au Paraguay, est réputée pour ses céramiques, compris ses carreaux et ses pots à effigie féminine, connus sous le nom de Las gorgas. Une barbotine brun rougeâtre, connue sous le nom de tapyta en guaraní, est populaire, le blackware étant moins courant . Un céramiste local, Don Zenón Páez (né en 1927) est devenu célèbre pour ses figures en céramique de saints.
Itá, au Paraguay, est un autre centre de céramique, connu pour ses poules fantaisistes en céramique. Rosa Brítez (née en 1941) est une célèbre céramiste d'Ita dont le travail a été reconnu par l'UNESCO.
Le Museo del Barro (en), « Musée de l'argile », à Asunción, présente des poteries du Gran Chaco, du Guaraní précolombien à la céramique métisse contemporaine.

## Amazonie

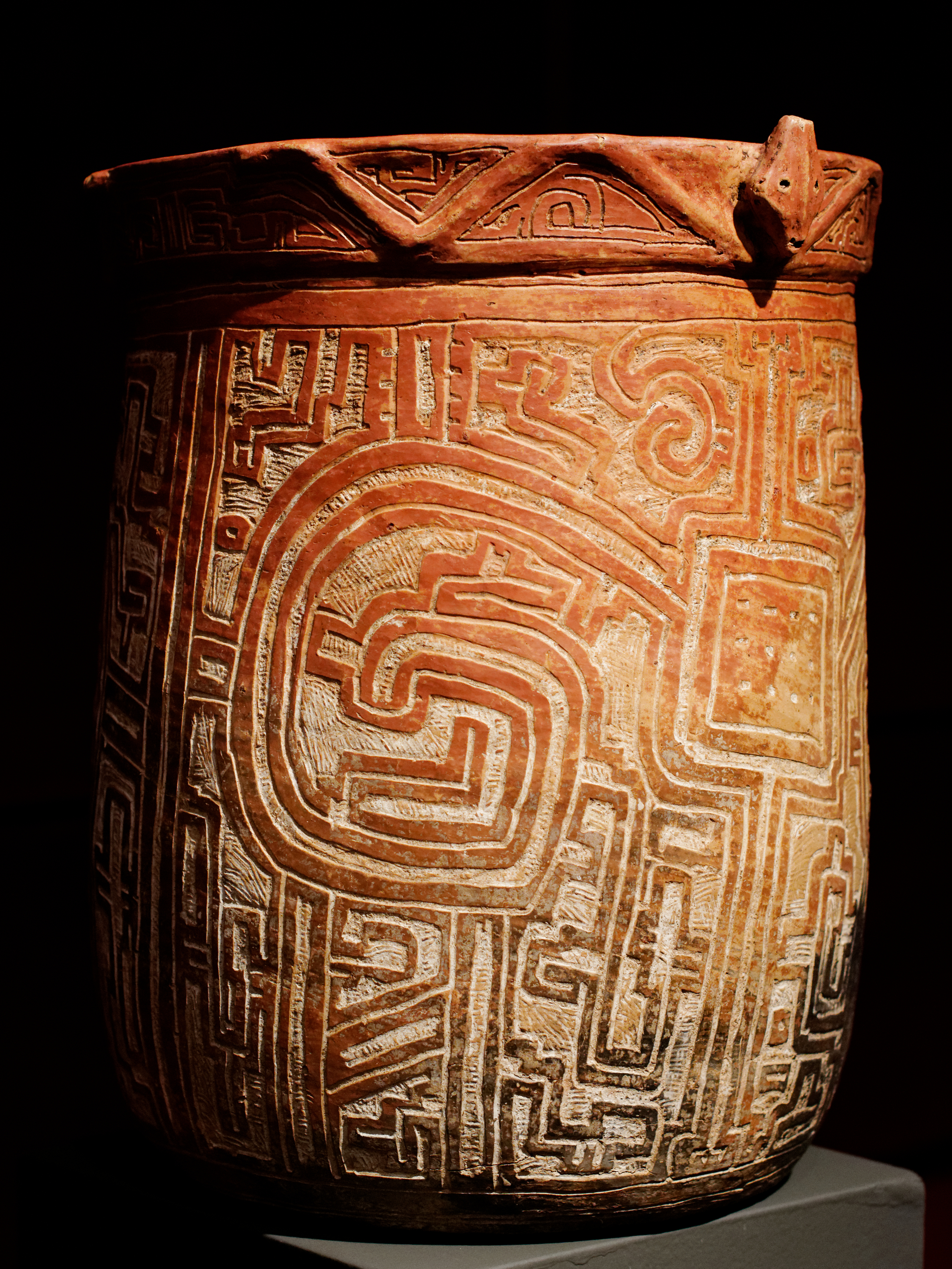
Récipient cylindrique. Île de Marajo, Brésil, style Joanes, phase Marajoara, 400-1000 apr. J.-C.

La tradition de la poterie à Pedra Pintada au Brésil représente la plus ancienne céramique connue des Amériques. Datant de 5 630 av. J.-C., cette même tradition a continué pendant 2 500 ans. Les céramiques du site de Taperinha près de Santarém, au Brésil, remontent à 5 130 av. J.-C. et comprennent des bols trempés au sable et des récipients de cuisson ressemblant à des gourdes. D'autres traditions céramiques amazoniennes anciennes , Mina et Uruá-Tucumã, comportaient des poteries trempées de coquillage et de sable, parfois peintes en rouge. Autour de 1 000 apr. J.-C., de nouveaux styles de céramique spectaculaires émergèrent dans toute l'Amazonie. La céramique amazonienne a une décoration géométrique et linéaire. La poterie polychrome comporte généralement du rouge et du noir sur des feuillets blancs. De plus, la céramique a été décorée par sculpture, incision, excision et rainurage. En Amazonie supérieure et centrale, l'écorce de l'arbre caraipé, Licania octandra, a fourni un temper.
Dans les régions de terra preta de la forêt amazonienne, une abondance de tessons de poterie a été utilisée pour développer le sol et construire des buttes, qui protégeaient les bâtiments et les cimetières des inondations saisonnières.
L'île de Marajó, située à l'embouchure du fleuve Amazone, était un important centre de céramique, où la culture Marajoara de céramiques polychromes durera d'environ 400 à 1300 apr. J.-C. Dans le centre de l'Amazonie, la phase de Mancapuru, ou Incised Rim Tradition, a émergé au Ve siècle de notre ère. Les céramiques de Marajoara, typiquement tempérées avec du chamotte, étaient des effigies complexes d'humains et d'animaux, tels que reptiles et oiseaux. Les morts ont été incinérés et enterrés dans des urnes en céramique élaborées. Les céramistes sont actifs à Marajó, utilisant des styles pré-contact pour s'inspirer.
Les femmes sont traditionnellement les céramistes en Amazonie. Les figures féminines sont courantes dans les vaisseaux à effigie anthropomorphique. Les tangas sont un élément culturel amazonien unique; ce sont des revêtements pubiens en céramique triangulaires et concaves maintenus en place par des cordes, autrefois portés par les femmes de plusieurs tribus amazoniennes. Aujourd'hui, ils sont encore portés par les filles lors de leurs rites de la puberté, chez les peuples de langue pano .

## Formes céramiques
- Vase à double bec et pont
- Olla (potterie) (en)
- Vase à anse-étrier
- Jarre à étrier

## Voir également
- Visual arts by indigenous peoples of the Americas (en)
- Huaco (poterie)
- Poterie de Mata Ortiz
- Céramique au Mexique
- Mimbres pottery (en)
- Pit fired pottery (en)
- Painting in the Americas before Colonization (en)
- Pottery of the American Southwest (en)
- Black-on-black ware (en)